# Селце (община Толмин)
Вижте пояснителната страница за други значения на Селце.
Селце (на словенски: Selce) е село в Словения, регион Горишка, община Толмин. Според Националната статистическа служба на Република Словения през 2015 г. селото има 10 жители.